# Colonia los Cedros, Michoacán de Ocampo
Colonia los Cedros är en ort i Mexiko.   Den ligger i kommunen Irimbo och delstaten Michoacán de Ocampo, i den södra delen av landet, 150 km väster om huvudstaden Mexico City. Colonia los Cedros ligger 2 144 meter över havet och antalet invånare är 152.
Terrängen runt Colonia los Cedros är huvudsakligen kuperad, men åt nordost är den platt. Terrängen runt Colonia los Cedros sluttar söderut. Runt Colonia los Cedros är det ganska tätbefolkat, med 93 invånare per kvadratkilometer. Närmaste större samhälle är Ciudad Hidalgo, 7,0 km väster om Colonia los Cedros. I omgivningarna runt Colonia los Cedros växer huvudsakligen savannskog.